# Крукс (Південна Дакота)
Крукс (англ. Crooks) — місто (англ. city) в США, в окрузі Міннігага штату Південна Дакота. Населення — 1362 особи (2020).

## Географія
Крукс розташований за координатами 43°39′33″ пн. ш. 96°48′34″ зх. д. / 43.65917° пн. ш. 96.80944° зх. д. (43.659252, -96.809543).  За даними Бюро перепису населення США в 2010 році місто мало площу 1,98 км², з яких 1,98 км² — суходіл та 0,00 км² — водойми.

## Демографія
Згідно з переписом 2010 року, у місті мешкало 1269 осіб у 431 домогосподарстві у складі 345 родин. Густота населення становила 640 осіб/км².  Було 440 помешкань (222/км²).
Расовий склад населення:
| - 98,2 % — білих - 0,2 % — азіатів - 0,1 % — корінних американців |

До двох чи більше рас належало 1,1 %. Частка іспаномовних становила 2,0 % від усіх жителів.
За віковим діапазоном населення розподілялося таким чином: 32,9 % — особи молодші 18 років, 62,5 % — особи у віці 18—64 років, 4,6 % — особи у віці 65 років та старші. Медіана віку мешканця становила 31,4 року. На 100 осіб жіночої статі у місті припадало 103,0 чоловіків;  на 100 жінок у віці від 18 років та старших — 100,0 чоловіків також старших 18 років.
Середній дохід на одне домашнє господарство  становив 82 100 доларів США (медіана — 82 054), а середній дохід на одну сім'ю — 86 086 доларів (медіана — 85 000). Медіана доходів становила 49 514 долари для чоловіків та 38 365 доларів для жінок. За межею бідності перебувало 2,9 % осіб, у тому числі 3,3 % дітей у віці до 18 років та 2,7 % осіб у віці 65 років та старших.
Цивільне працевлаштоване населення становило 748 осіб. Основні галузі зайнятості: освіта, охорона здоров'я та соціальна допомога — 21,1 %, виробництво — 12,4 %, фінанси, страхування та нерухомість — 10,4 %, роздрібна торгівля — 10,3 %.